# Isle Thing
Isle Thing è un singolo di "Weird Al" Yankovic estratto dall'album UHF - Original Motion Picture Soundtrack and Other Stuff ed è la parodia della canzone Wild Thing di Tone Lōc.

## Significato
La canzone parla di un rapper che incontra una ragazza che lo manda nella sitcom americana degli anni sessanta Gilligan's Island.
Questa canzone è la prima parodia del rap fatta da Weird Al.

## Tracce
1. Isle Thing – 3:38
2. The Hot Rocks Polka – 4:51

## Il video
Non è mai stato fatto nessun video di questa canzone.